# .je

Vlag van Jersey

.je is het achtervoegsel van domeinnamen van Jersey. Het wordt beheerd door Islands Networks.